# La Motte-de-Galaure

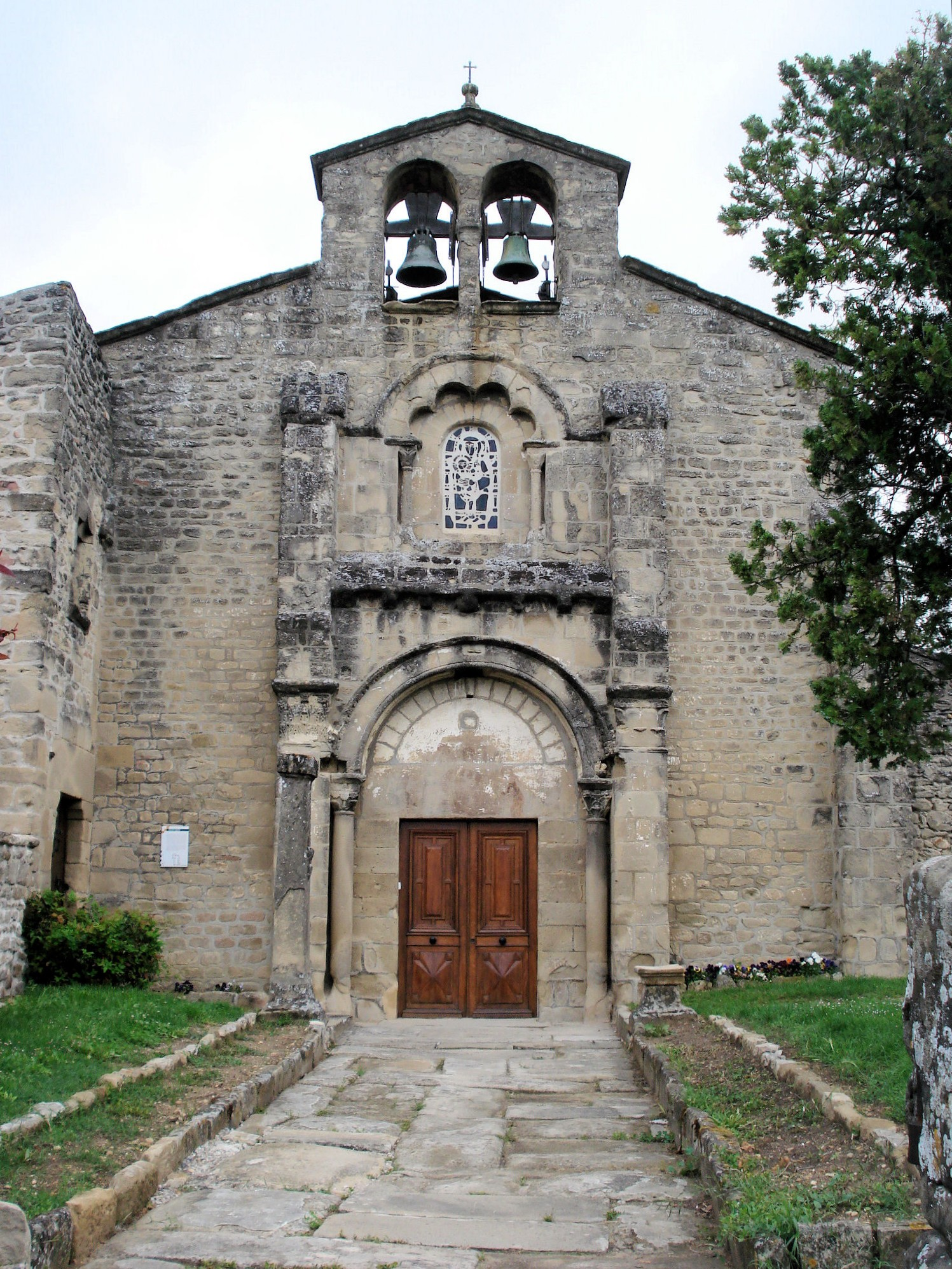
Kościół św. Agnieszki, 2008

La Motte-de-Galaure – miejscowość i gmina we Francji, w regionie Owernia-Rodan-Alpy, w departamencie Drôme.
Według danych na rok 1990 gminę zamieszkiwały 463 osoby, a gęstość zaludnienia wynosiła 60 osób/km² (wśród 2880 gmin regionu Rodan-Alpy La Motte-de-Galaure plasuje się na 1178. miejscu pod względem liczby ludności, natomiast pod względem powierzchni na miejscu 1302.).